# Streptothamnus moorei
Streptothamnus moorei är en tvåhjärtbladig växtart som beskrevs av Ferdinand von Mueller. Streptothamnus moorei ingår i släktet Streptothamnus och familjen Berberidopsidaceae. Inga underarter finns listade.